# Mistrzostwa Świata Strongman 1992
Mistrzostwa Świata Strongman 1992 – doroczne, indywidualne zawody siłaczy.
WYNIKI ZAWODÓW:

Data: 1992 r.

Miejsce:  Islandia
| Miejsce | Zawodnik             | Kraj              | Punkty |
| ------- | -------------------- | ----------------- | ------ |
| 1.      | Ted van der Parre    | Holandia          | 63     |
| 2.      | Magnús Ver Magnússon | Islandia          | 62     |
| 2.      | Jamie Reeves         | Anglia            | 62     |
| 4.      | Gerrit Badenhorst    | Południowa Afryka | 57,5   |
| 5.      | Gary Taylor          | Walia             | 43,5   |
| 6.      | Henning Thorsen      | Dania             | 41     |
| 7.      | Gregg Ernst          | Kanada            | 38     |
| 8.      | Ilkka Nummisto       | Finlandia         | 29     |
| 9.      | James Perry          | Stany Zjednoczone | 25     |
| 10.     | Ilkka Kinnunen       | Finlandia         | 19     |